# Цирцов (Людвігслуст-Пархім)
Цирцов (нім. Zierzow) — громада в Німеччині, розташована в землі Мекленбург-Передня Померанія. Входить до складу району Людвігслуст-Пархім. Складова частина об'єднання громад Грабов.
Площа — 13,32 км2. Населення становить 364 ос. (станом на 31 грудня 2020).